# The Homesman
The Homesman är en fransk-amerikansk dramafilm från 2014 regisserad av Tommy Lee Jones. Manuset skrevs av Jones själv, tillsammans med Kieran Fitzgerald och Wesley Oliver, efter en roman med samma namn av Glendon Swarthout från 1988. Huvudkaraktärerna spelas av Jones, Hilary Swank, William Fichtner och Meryl Streep. Filmen hade premiär den 18 maj under Filmfestivalen i Cannes 2014. Den visades även vid Cambridge Film Festival 2014 i Storbritannien. I USA hade filmen premiär den 14 november 2014.

## Handling
Mary Bee Cuddy (Hilary Swank) är en medelålders kvinna som lever ensam i ett litet samhälle i Nebraskaterritoriet på 1850-talet. Trots betydande ekonomiska inkomster och landägande avvisas hon hela tiden av potentiella makar som tycker att hon ser ful ut. Hon åtnjuter ändå respekt av byns män. När tre unga kvinnor börjar visa tecken på sinnessjukdom ger prästen Dowd (John Lithgow) en av kvinnornas makar uppdraget att eskortera dem till ett hospital i Iowa. Cuddy tror inte att någon av männen klarar uppgiften och föreslår att hon övertar uppdraget själv, prästen håller motvillig med, men rekommenderar att hon letar efter en följeslagare.
Innan Cuddy kör iväg med kvinnorna i en vagn träffar hon George Briggs (Tommy Lee Jones) som lynchades några år tidigare då han använde en annan mans tomt som sin egen. Briggs är i knipa och får följa med på resan. Hans kunskaper kommer väl till pass när sällskapet blir angripet av indianer och när en av kvinnorna går vilse och blir fångad av en cowboy. Den hårda resan svetsar Cuddy och Briggs närmare samman och efter en tid anser Cuddy att de utgör ett bra team och att de borde gifta sig. Han avvisar hennes friande, liksom alla andra på grund av Cuddys utseende, men går med på samlag under samma kväll. Cuddy får under natten depressioner och hänger sig vilket gör Briggs förkrossad. Först vill han flytta och lämna de tre unga kvinnorna åt sitt öde men när de följer honom till fots och nästan drunknar när de korsar en flod återvänder han och lovar att han ska föra dem till Iowa.
Briggs vill övernatta på ett hotell som tillhör Aloysius Duffy (James Spader) men han avvisas då han saknar reservation trots att hotellet är helt tomt. Den arga Briggs skrämmer Duffy men Duffys personal tvingar honom under vapenhot att lämna platsen. Briggs smyger senare tillbaka och stjäl Duffys middag och när han blir överraskad av Duffy skjuter han denne i foten. Sedan bränner Briggs hotellet och dödar alla inklusive Duffy.
Till slut når Briggs Iowa och överlämnar kvinnorna till Altha Carter (Meryl Streep). Han bygger en gravsten för Cuddy och en pråm för att transportera stenen till graven. Under resan träffar han en grupp musiker och när han berusad hånar gruppen sparkar en av musikerna mot gravstenen som faller i floden.

## Rollista
- Tommy Lee Jones – George Briggs
- Hilary Swank – Mary Bee Cuddy
- Grace Gummer – Arabella Sours
- Miranda Otto – Theoline Belknapp
- Sonja Richter – Gro Svendsen
- Hailee Steinfeld – Tabitha Hutchinson
- William Fichtner – Vester Belknap
- Meryl Streep – Altha Carter
- James Spader – Aloysius Duffy
- John Lithgow – Reverend Dowd
- Tim Blake Nelson – The Freighter
- Barry Corbin – Buster Shaver
- David Dencik - Thor Svendsen
- Greg Baine – Doorman
- Autumn Shields – Loney Belknap
- Caroline Lagerfelt – Netti
- Richard Andrew Jones – Carmichael
- Jesse Plemons – Garn Sours
- Brian Kennedy – Barkeep Fitzpatrick